# Вернер III фон Алвенслебен
Вернер III фон Алвенслебен (на немски: Werner III von Alvensleben; * 1486; † 1512) е благородник от род фон Алвенслебен в Алтмарк в Саксония-Анхалт.
Той е син на Гебхард XVIII фон Алвенслебен (1457 – 1492) и съпругата му Катарина фон дем Кнезебек († 1492). Внук е на Вернер II фон Алвенслебен (1419 – 1472) и Елизабет фон дер Шуленбург († 1486). През 1448 г. дядо му Вернер II получава като наследство замък Гарделеген. Сестра му София († сл. 1509) е омъжена за Конрад фон Рор († 1512 – 1513).

## Фамилия
Вернер III фон Алвенслебен се жени ок. 1490 г. за Кристина фон Бюлов († сл. 1520), дъщеря на Георг фон Бюлов († пр. 1516) и първата му съпруга фон Бодендик, дъщеря на Алверих фон Бодендик († ок. 1484) и фон Ландесберген. Те имат един син:
- Гебхард XIX фон Алвенслебен (* ок. 1490 – 1491; † 26 февруари 1554), женен пр. 11 април 1519 г. за София фон Арним (* ок. 1499), дъщеря на Валентин I фон Арним „Стари“ († 1530) и София фон Хайдебрек (* ок. 1440); родители на:
  - Валентин фон Алвенслебен (1529 – 1594)
  - Анна фон Алвенслебен

## Галерия
- Замъкът Гарделеген/Изеншнибе, ок. 1600